# Josef Hofer (Politiker)
Josef Hofer (* 22. Jänner 1883 in Weigetschlag, heute Gemeinde Bad Leonfelden, Oberösterreich; † 9. März 1948 ebenda) war ein österreichischer Landwirt und Politiker. Hofer war während der Zeit des Austrofaschismus zwischen 1935 und 1938 Abgeordneter zum Oberösterreichischen Landtag.

## Leben
Hofer besaß einen Bauernhof und betrieb einen Holzhandel. 1906 heiratete er, aus der Ehe stammen acht Kinder, sieben Töchter und ein Sohn. Er wirkte im Interesse der Allgemeinheit und soll in 19 Vereinigungen Obmann oder Vorsitzender gewesen sein (z. B. Katholischer Volksverein, Bauernbund, Freiwillige Feuerwehr, Molkereigenossenschaft). Von 1916 bis 1938 war er Bürgermeister von Weigetschlag und nach dem Tod von Josef Ganglberger zwischen dem 27. September 1935 und 1938 Landtagsabgeordneter für die Sparte Land- und Forstwirtschaft. Für seine Verdienste wurde ihm die Ehrenbürgerschaft von Weigetschlag und das Große Silberne Ehrenzeichen für Verdienste um die Republik Österreich verliehen. Hofer starb 1948 an einem Schlaganfall.